# Only Girl (In the World)
Az Only Girl (In the World) Rihanna barbadosi énekesnő első kislemeze 2010-es Loud című albumáról. 2010. szeptember 10-én jelent meg a Def Jam kiadó gondozásában. A számot Crystal Johnson írta. Zeneileg az Only Girl egy gyors dance-pop szám, europop elemekkel bővítve.
A kritikusok igencsak pozitív hangvétellel beszéltek a dalról, annak ritmusától, valamint a 2009-es Rated R című albuma hangulatától való eltávolodásról. A szám rengeteg országban érte el a toplisták csúcsát, többek között Magyarországon, Olaszországban, Norvégiában, Lengyelországban és Csehországban.
A videóklipet Anthony Mandler rendezte Los Angeles mellett. A videóban túlnyomórészt az énekesnő látható egy domboldalon, életnagyságú virágok társaságában. Rihanna először a Saturday Night Live-on adta elő kislemezét, majd a 2010-es American Music Awards díjátadón. A dal elnyerte a "Legjobb dance felvétel" (Best Dance Recording) díjat.

## Háttér
Rihanna 2010-es albumán, a Loud-on kapott helyet a szám, melyről ez volt az első kislemez. 2010. szeptember 7-én mutatták be az On Air with Ryan Seacrest című rádiós műsorban. Egy, a Rihanna Daily rajongói oldallal való chatelés során Rihanna kijelentette, Only Girl című dalát művészei fejlődése újabb lépésének szánta. A szám producere, Starsgate is beszélt a szerzeményről:
Rihanna odajött hozzánk, mielőtt megkezdtük a munkálatokat, és azt mondta: "Remekül érzem magam. Vissza akarok menni szórakozni, vidám és gyors felvételeket készíteni".

## Elért helyezések
| Slágerlista (2010)               | Legjobb helyezés |
| -------------------------------- | ---------------- |
| Ausztrália (ARIA)                | 1                |
| Brazil (Billboard Hot 100)       | 2                |
| Csehország (IFPI)                | 4                |
| Franciaország (SNEP)             | 2                |
| Magyarország (MAHASZ)            | 1                |
| Olaszország (FIMI)               | 1                |
| Románia (Romanian Radio Top 100) | 1                |
| Szlovákia (IFPI)                 | 1                |